# Chlorophorus intactus
Chlorophorus intactus är en skalbaggsart som beskrevs av Holzschuh 1992. Chlorophorus intactus ingår i släktet Chlorophorus och familjen långhorningar. Inga underarter finns listade i Catalogue of Life.